# Pierre-Simon Fournier
Pour les articles homonymes, voir Fournier.
Pierre-Simon Fournier dit le Jeune, né à Paris le 15 septembre 1712 et mort à Paris le 8 octobre 1768, est un graveur et fondeur de caractères français.

## Biographie
Il appartient à une famille d'imprimeurs, graveurs et fondeurs de caractères d'Auxerre.
Il se fait d'abord connaître par ses vignettes en bois et se met ensuite à graver sur acier des lettres de fonte, grosses et moyennes, et les premiers corps de caractères.
En 1737, Fournier le Jeune invente le « prototype », outil précieux permettant le réglage précis de la force de corps d'un caractère. Puis il invente le point Fournier qui permet pour la première fois d'attribuer un nombre de points à la force d'un caractère (6 Nonpareille, 9 Petit-Romain, etc.).
De 1764 à 1766, Fournier le Jeune compose et imprime chez Joseph Gérard Barbou un Manuel typographique utile aux gens de lettres et à ceux qui exercent les différentes parties de l'art de l'imprimerie, dans lequel il utilise ses très beaux caractères romains, des lettres ornées ainsi que ses plus beaux modèles de vignettes.
Pierre-Simon Fournier a été anobli et nommé chevalier de Saint-Michel par le roi Louis XV.
Son fils, Pierre-Simon Fournier, dit aussi le Jeune, est également graveur et fondeur de caractères. Un autre fils, Antoine Fournier de Tony (1759-1827), est homme de lettres ; il s'installe en Bourbonnais, où il devient maire de Vesse (Bellerive-sur-Allier) et fait souche.

## Publications
- Traité historique et critique sur l'origine de l'imprimerie (1763).
- Manuel typographique utile aux gens de lettres (2 volumes, 1764-1765).
- Traité historique et critique sur l'origine et les progrès des caractères de fonte pour l'impression de la musique  (1766).

## Source
Cet article comprend des extraits du Dictionnaire Bouillet. Il est possible de supprimer cette indication, si le texte reflète le savoir actuel sur ce thème, si les sources sont citées, s'il satisfait aux exigences linguistiques actuelles et s'il ne contient pas de propos qui vont à l'encontre des règles de neutralité de Wikipédia.
- Jean-Claude Faudouas, Dictionnaire des grands noms de la chose imprimée, Paris, Retz, 1991, 62-63 p. (ISBN 978-2-7256-1392-5).